# Cerro Colorado, Guanajuato
Cerro Colorado är en ort i Mexiko.   Den ligger i kommunen Coroneo och delstaten Guanajuato, i den sydöstra delen av landet, 160 km nordväst om huvudstaden Mexico City. Cerro Colorado ligger 2 417 meter över havet och antalet invånare är 848.
Terrängen runt Cerro Colorado är kuperad åt nordväst, men åt sydost är den platt. Runt Cerro Colorado är det ganska glesbefolkat, med 50 invånare per kvadratkilometer. Närmaste större samhälle är Coroneo, 4,0 km söder om Cerro Colorado. I omgivningarna runt Cerro Colorado växer huvudsakligen savannskog.